# Apfelbeckiella beroni
Apfelbeckiella beroni är en mångfotingart som beskrevs av Pius Strasser 1966. Apfelbeckiella beroni ingår i släktet Apfelbeckiella och familjen kejsardubbelfotingar. Utöver nominatformen finns också underarten A. b. saetigera.